# 21405 Седжермета
21405 Седжермета (21405 Sagarmehta) — астероїд головного поясу, відкритий 20 березня 1998 року.
Тіссеранів параметр щодо Юпітера — 3,596.